# ギガファクトリー ネバダ
ギガファクトリー　ネバダ（英語: Gigafactory Nevada、ギガファクトリー1、ギガネバダ）は、アメリカ合衆国ネバダ州にあるリチウムイオン電池及び電気自動車部品の生産工場である。テスラが所有し、同社とパナソニックが共同運営しており、テスラの電気自動車（ギガファクトリー上海で生産される自動車を除く）に搭載するバッテリーを生産している。

## 概要
2016年1月に、他の工場で生産されたバッテリーセルを用いた家庭用バッテリー「テスラ・パワーウォール」の生産を開始し、2017年1月にはセルの量産を開始した。
2018年半ばには、ギガファクトリー1におけるバッテリー生産は年間でおおよそ20GWhに達し、世界最大のバッテリー生産工場となった。2019年3月現在、ギガファクトリーではモデル3のドライブトレインおよびバッテリーパック、PowerwallおよびPowerpackが製造されている。
工場内は3階建てとなっており、パナソニックとテスラのフロアで分かれている。床には資材運搬用の穴が開けられており、パナソニックが生産したセルをテスラに搬送して最終仕上げを行う。工場と周辺の土地をあわせた総敷地面積は3200エーカー(13平方キロメートル)と、東京ドームに換算すると約280個分に相当し、完成すれば世界最大の敷地面積の工場となる。工場の消費電力は自給自足するように設計されており、敷地内に設置する太陽光、風力、地熱発電を組み合わせて電力を供給する計画である。